# Lijst van voetbalinterlands Azerbeidzjan - Cyprus
Deze lijst van voetbalinterlands is een overzicht van alle officiële voetbalwedstrijden tussen de nationale teams van Azerbeidzjan en Cyprus. De landen hebben tot op heden twee keer tegen elkaar gespeeld. De eerste ontmoeting, een groepswedstrijd tijdens de UEFA Nations League 2020/21, werd gespeeld in Nicosia op 8 september 2020. Het laatste duel, de returnwedstrijd in dezelfde competitie, vond plaats op 13 oktober 2020 in Elbasan (Albanië).

## Wedstrijden
| № | Plaats  | Datum            | Competitie                  | Wedstrijd             | Uitslag |
| - | ------- | ---------------- | --------------------------- | --------------------- | ------- |
| 1 | Nicosia | 8 september 2020 | UEFA Nations League 2020/21 | Cyprus − Azerbeidzjan | 0 − 1   |
| 2 | Elbasan | 13 oktober 2020  | UEFA Nations League 2020/21 | Azerbeidzjan − Cyprus | 0 − 0   |

## Samenvatting
| Competitie          | Totaal gespeeld | Winst Azerbeidzjan | Gelijk | Winst Cyprus | Doelsaldo Azerbeidzjan – Cyprus |
| ------------------- | --------------- | ------------------ | ------ | ------------ | ------------------------------- |
| UEFA Nations League | 2               | 1                  | 1      | 0            | 1 − 0                           |
| Totaal              | 2               | 1                  | 1      | 0            | 1 − 0                           |

Wedstrijden bepaald door strafschoppen worden, in lijn met de FIFA, als een gelijkspel gerekend.